# Arrendadero
El arrendadero es un anillo de hierro con una armella que se clava en madera o en la pared y sirve para atar a las caballerías en los pesebres con las riendas o ronzales.
Se procura que vayan bien sujetos para que puedan resistir a los tirones de las caballerías, afianzando por detrás las armellas o espigas cuando se clavan en tablones o vaciando una caja en la que se aloja una pieza que sujeta el arrendadero cuando va sujeto a la piedra. 
En los portales de las posadas y patios de las casas de campo también se ponen arrendaderos que suelen ir adornados de ciertas labores y con una pata acodada a la que se atan las riendas.